# Mischief Reef
Mischief Reef neboli atol Mischief (čínsky Mei-ťi Ťiao, 美濟礁/美济礁, pch. Meiji Jiao; vietnamsky Đá Vành Khăn; Filipínci zvaný Panganiban Reef, v tagalogu Bahura ng Panganiban) je atol v oblasti Spratlyových (či Spratlyho) ostrovů v Jihočínském moři. Mischief Reef je jedním ze tří atolů (spolu s Fiery Cross Reef a Subi Reef), na nichž Čína počínaje rokem 2014 vystavěla umělý ostrov s letištní plochou a vojenským zařízením, a to i přesto, že její nárok na tyto atoly je zpochybňován dalšími zeměmi v regionu (především Filipínami a Vietnamem) a roku 2016 byl popřen i mezinárodním Stálým rozhodčím soudem v Haagu.
Atol Mischief se nachází zhruba 250 km od filipínského ostrova Palawan, tudíž podle mezinárodní úmluvy UNCLOS spadá do filipínské výlučné ekonomické zóny.
Atol je tvořen kruhovitým útesem uzavírajícím velkou lagunu a přirozeně vyčnívá jen při poklesu vodní hladiny. Čína na něm v letech 2014–2016 vybudovala letištní dráhu o délce zhruba 2700 m, na níž v červenci 2016 přistálo i první civilní letadlo. Necitlivá monumentální nástavba (o ploše 558 hektarů) na většině atolu měla za následek rozsáhlé zničení zdejších cenných korálových útesů. Přes oficiální proklamace o mírovém zájmu začali Číňané na umělém ostrově umisťovat vojenská zařízení.
V červenci 2016 odsoudil čínské stavební aktivity ve sporném regionu mezinárodní Stálý rozhodčí soud v Haagu, a to na základě filipínské žaloby. Současně s tím byla také odsouzena čínská koncepce Linie devíti čar, o niž Čína své nároky opírá, která však odporuje mezinárodnímu námořnímu právu.